# セノン・デ・ソモデビーリャ (初代エンセナーダ侯爵)
ドン・セノン・デ・ソモデビーリャ・イ・ベンゴエチェア（Zenón de Somodevilla y Bengoechea, 1702年4月20日ログローニョ近郊のアレサンコ（Alesanco） – 1781年12月2日）は、一般にエンセナーダ侯爵（スペイン語: Marqués de la Ensenada、英語: Marquis of Ensenada）として知られるスペインの政治家。
ソモデビーリャの両親についてはほとんど何も知られていない。フランシスコ・デ・ソモデビーリャと彼の妻フランシスカ・デ・ベンゴエチェアのどちらについても何も知られておらず、1720年にスペイン海軍の役所に下働きとして入る以前の彼の人生についても知られていない。彼は、その年にセウタで行政能力を発揮して勤め、1731年に現アルジェリアのオランの再占領でも能力を発揮した。彼の能力は国王フェリペ5世の宰相ドン・ホセ・パティーニョに認められ、パティーニョは彼を，初期ブルボン家時代以来のスペイン海軍の北方方面海軍部の主要基地であるガリシア地方のフェロルにある海軍兵器工場の監督職に昇進させた。
ソモデビーリャも、王がエリザベッタ・ファルネーゼと結婚することにより、王の息子を昇格させるためのスペイン政府の努力に巻き込まれた。即ち、ナポリ王国の王座にカルロス王子を、パルマ公国の王座にフェリペ王子をそれぞれ送り込むことに、である。1736年、カルロス王子（その後スペイン国王カルロス3世となる）はソモデビーリャにナポリ王国のエンセナーダ侯爵の称号を与えた。エンセナーダ（ensenada）はスペイン語で停泊地或いは小さな湾を意味し、祖先を意識した上層階級と宮廷の貴族たちの一部はこの新興のノウス・ホモの出世を妬み、その称号が、音節的に三つのスペイン語の単語に分割できることから、en si nadaと分けた。これは「彼には何もない」を意味した。
1742年にエンセナーダはパロマ公フェリペの国事と軍事の長官となった。翌年、1743年4月11日にはパティーニョの後継者であるホセ・デル・カンピーリョ・イ・コシオが死去し、エンセナーダ侯爵として彼がフェリペ5世の財務長官兼戦時長官兼海軍とインディアス（植民地）の長官に選ばれたが、エンセナーダは、この指名に対して、4つの職務を同時にこなすことは力量を越えているとしてnolo episcopari（ラテン語の教会用語で、「辞退する」の意）で応じた。彼は難色を示したものの、国王により退けられ、彼は41歳の時に宰相となった。国王が在位している間、即ち1746年7月11日まで、更に1754年、王の後継者であるフェルナンド6世の時代まで宰相として在職し、オーストリア継承戦争でフランスとプロイセンの側についてスペインを勝利に導いた。
彼の統治はスペイン史上では、国内改革を旺盛に進めた政策としてよく知られている。彼は財務と国の概況の報告書を即位したばかりの新国王のために纏め上げ、1748年10月18日に締結したアーヘンの和約 (1748年)においてグレートブリテン王国（イギリス）との和平を締結した。彼の指導下にあって、ブルボン家の専制体制は世襲となり、（国勢調査のような）公務が着手され、輸送が奨励され、貿易が育成され、多くの若いスペイン人が教育のため留学した。彼の時代のヨーロッパでもっとも重要な国勢調査と統計調査のひとつをエンセナーダが1749年から着手し、それはエンセナーダの土地台帳として、税制度の広範囲な改革の最初の段階として知られている。
エンセナーダはフランス王国との同盟を強く支持し、イギリスには敵対的政策をとっていた。イギリスの宰相であるサー・ベンジャミン・キーンはエンセナーダに対立するスペイン宮廷の勢力を支援しており、エンセナーダが、彼の傘下にいる人物を外務省に送り込むことを阻止することに成功した。エンセナーダは恐らくすぐに没落しただろうが、しかし彼はポルトガル人の女王である王妃バルバラ・デ・ブラガンサから支援を受けていた。1754年彼は彼女が好んでいたアメリカにあるポルトガルの植民地とスペインの植民地との交換に反対することによって彼女の怒りを買ってしまった。イギリスびいきのホセ・デ・カルバハール・イ・ランカステルと駐スペインのイギリス大使の間で陰謀が仕組まれ、宮廷スキャンダルに発展した。1754年7月20日、彼は国王の命令で逮捕され、カルバハールの死後宰相を解任された（スペイン啓蒙主義も参照）。彼はグラナダに軟禁され、その後エル・プエルト・デ・サンタ・マリアに移ることを許された。
1759年カルロス3世の即位により、彼は解放され、マドリードに戻ることを許された。新国王は彼を租税制度の改革委員に任命された。エンセナーダはすぐに国王に怒りを募らせることになった。1766年4月18日、彼は再び宮廷を追放され、メディナ・デル・カンポへいくよう指示された。彼は1781年12月2日の死去までそこで暮らし、二度と公務には就かなかった。

## 関連文献
- For his administration see William Coxe, Memoirs of the Kings of Spain of the House of Bourbon (London, 1815)
- The only complete account of Ensenada is by Don Antonio Rodriguez Villa, Don Cenón de Somodevilla, Marqués de la Ensenada (Madrid, 1878).
- For the conspiracy against Ensenada and his disgrace see Diego Téllez Alarcia, D. Ricardo Wall. Aut Caesar aut nullus (Madrid, 2008). Especially pages 171 to 192.
- Didier Ozanam y Diego Téllez Alarcia (eds.), Misión en París. Correspondencia del duque de Huéscar y el marqués de la Ensenada (1746–1749) (Logroño, 2010).